# Soğukçeşme, Rize
Soğukçeşme là một xã thuộc thành phố Rize, tỉnh Rize, Thổ Nhĩ Kỳ. Dân số thời điểm năm 2010 là 76 người.